# 恩因巴縣

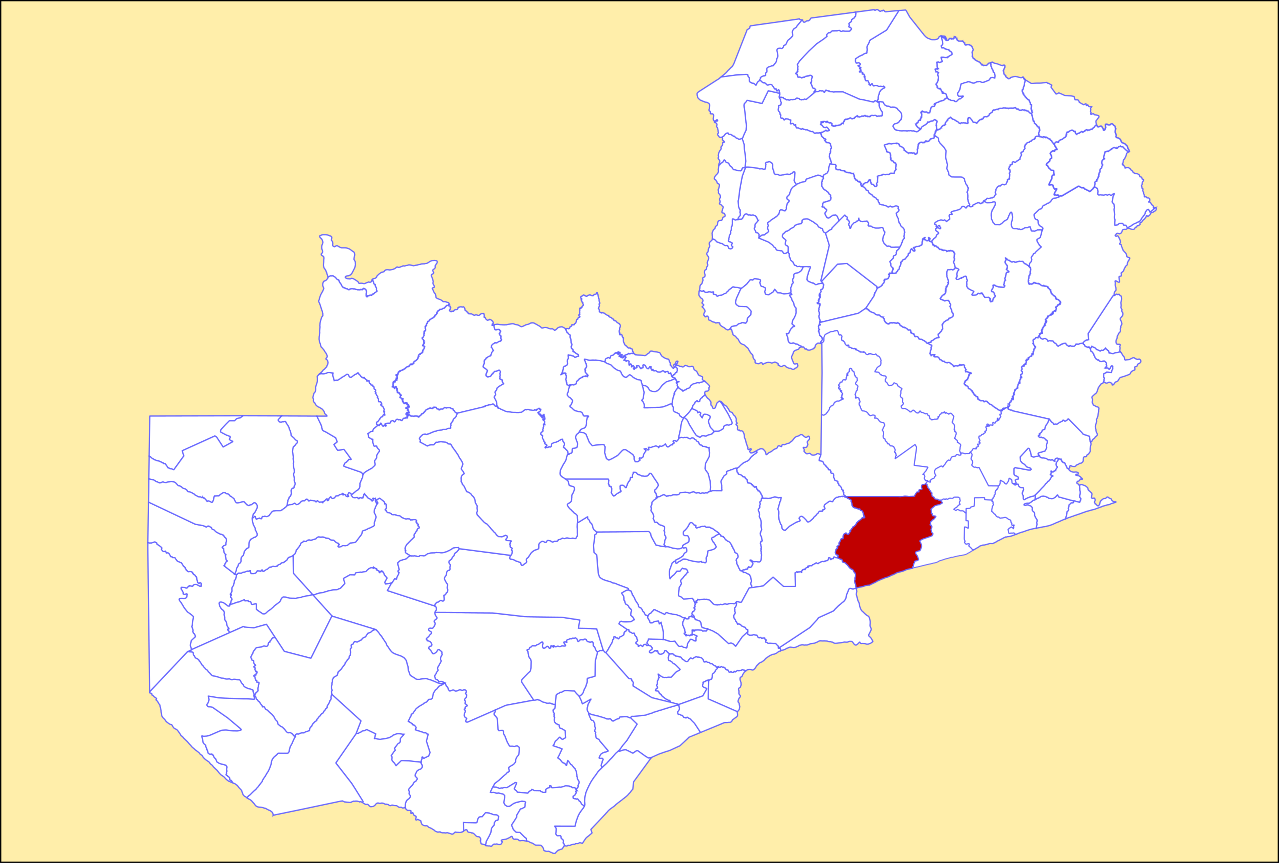

14°21′S 30°35′E / 14.350°S 30.583°E
恩因巴縣（英語：Nyimba District），是贊比亞的縣份，位於該國東部，由東方省負責管轄，首府設於恩因巴，面積10,509平方公里，2010年人口85,025，人口密度每平方公里8.1人。